# 东阿鄂巴拉错
东阿鄂巴拉错是一个位于中国青海省格尔木县的湖泊。